# Ordinariát pro věřící východního ritu v Brazílii
Ordinariát pro věřící východního ritu v Brazílii je ordinariát pro katolíky východního ritu, kteří v Brazílii nemají vlastní jurisdikci.

## Území
Ordinariát zahrnuje celé území Brazílie a katolíky východního ritu, kteří nespadají pod svou vlastní jurisdikci.
Sídlem ordinariátu je Rio de Janeiro.
Rozděluje se do 4 farností. K roku 2016 měl 10 160 věřících, 2 ordinariátní kněze, 3 řeholní kněze a 3 řeholníky.

## Historie
Ordinariát byl zřízen 14. listopadu 1951 dekretem Cum fidelium Kongregace pro východní církve.

## Seznam ordinářů
- Jaime de Barros Câmara (1951-1971)
- Eugênio de Araújo Sales (1972-2001)
- Eusébio Oscar Scheid, S.C.I. (2001-2010)
- Walmor Oliveira de Azevedo (od 2010)